# Meymac-près-Bordeaux
Meymac-près-Bordeaux est une appellation toponymique créée au XIXe siècle pour désigner l'origine des négociants corréziens en vin qui se sont lancés dans le commerce des vins de Bordeaux dans le nord de la France et en Belgique, notamment depuis Meymac, sa région et le plateau de Millevaches qui lui est contigu.
Par la suite, l'appellation « Meymac-près-Bordeaux » s'est étendue au patrimoine culturel et économique issu de cette activité, en particulier dans le vignoble de Bordeaux (Pomerol, Saint-Émilion, etc.), où nombre de ces négociants ont investi, devenant à leur tour exploitants. Toutefois, « "Bordeaux" est une appellation générique ; beaucoup de Corréziens se sont arrêtés, en réalité, à Libourne ; d'autres sont allés jusqu'en Médoc. »

## Historique

### À l'origine: les courants migratoires de Corrèze
En haute Corrèze, le plateau de Millevaches vit, au XIXe et au début du XXe siècle, d'une économie de subsistance : culture du seigle, élevage de moutons, exploitation de quelques bois… Dans un contexte de maigres ressources et d'une densité humaine forte, migrer est, pour les hommes, un palliatif. Le métier le plus pratiqué est celui de scieur de long. C'est ainsi que les Corréziens du Plateau se dirige vers la Gironde et la forêt landaise. À ceux-là s'ajoutent les colporteurs ou les marchands de toile ambulants dans l'Ouest de la France (Normandie, Bretagne, Sarthe).
En basse Corrèze, autour d'Argentat, « les pentes des gorges de la Dordogne fourniss[ent] un bois excellent, qu'il [est] facile d'expédier grâce à la rivière, d'abord par flottage et ensuite par gabarres. » La forêt mixte de feuillus, chênes et châtaigniers trouve ainsi des débouchés dans le bois de merrain, destiné à la tonnellerie, et revendu, après être passé par Souillac, Bergerac et Libourne, aux tonneliers girondins.

### À la recherche du premier négociant
L'idée du commerce des vins de Bordeaux à partir du canton de Meymac en reviendrait à Jean Gaye-Bordas, né au hameau de Laval, commune de Davignac, en 1826,,,,. Même s'« il est assez rare que dans une migration on puisse identifier l'initiateur du mouvement » […] « les négociants en vins corréziens se sont trouvé un père en la personne de Jean Gaye-Bordas sur la tombe duquel ils ont fait inscrire : "Hommage et reconnaissance au créateur du genre de négoce qui a contribué à enrichir le pays". »
En effet, toujours selon Marc Prival, « ce personnage pittoresque, prodigue jusqu'à la naïveté, a fait naître de son vivant une histoire dorée. »
Vendeur ambulant illettré, marchand de parapluies, de lampes à pétrole en cuivre et chiffonnier, Jean Gaye-Bordas remarque un jour, alors qu'il est à Bordeaux, qu’un greffier de Pauillac envoie du vin à un de ses frères à Lille.
Il voit alors l’opportunité de vendre du vin de Bordeaux sous l’étiquette « Meymac-près-Bordeaux » au cours de sa prospection commerciale au domicile des clients potentiels,. Il prend les commandes, et revenu en Corrèze, fait expédier la marchandise puis attend le voyage suivant pour encaisser la livraison.

### Le spectaculaire développement d'un commerce
À sa suite, de nombreux négociants-voyageurs de haute Corrèze partent à leur tour vendre du vin dans le nord de la France et en Belgique, donnant « Meymac-près-Bordeaux » comme adresse postale à leurs clients,,.
Ayant réussi à fidéliser une importante clientèle, quelques-uns achètent des propriétés viticoles dans le Bordelais et apportent à Meymac une prospérité nouvelle. Ceux qui ont fait fortune font construire à Meymac et aux alentours des maisons de ville, souvent entourées de parcs, appelées aujourd'hui « maisons de marchands de vin », voire « château » lorsqu'elles sont pourvues de tours ou de tourelles.

## Patrimoine local

### Patrimoine bâti

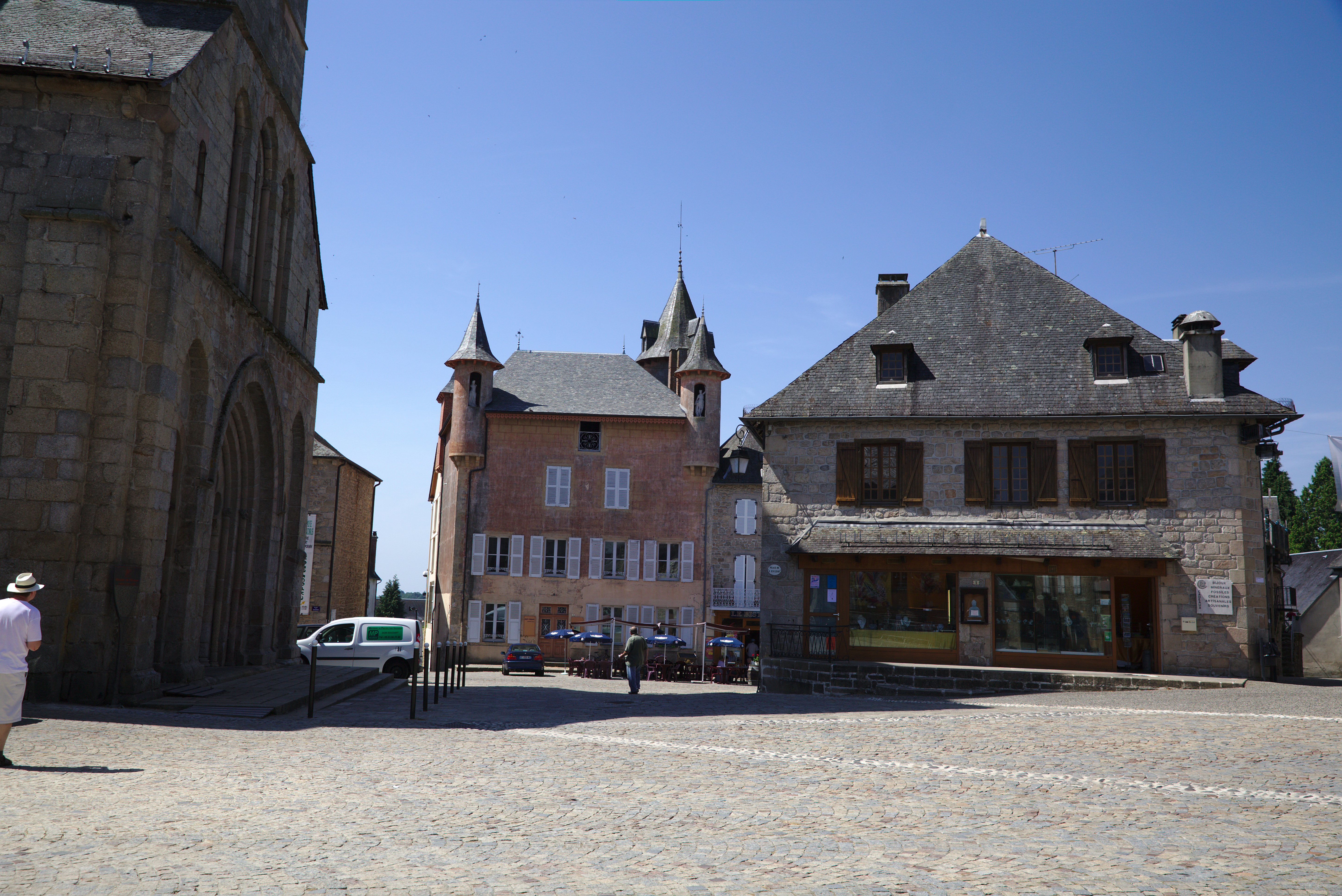
Le « château des Moines-Larose » (au fond), avec ses tourelles, sur la place de l'église.

- Le « château des Moines-Larose » à Meymac

En 1878, Jean Gaye-Bordas achète le terrain contigu à l'abbaye, et en face de l'église, et y fait construire une maison à tourelles de style néo-médiéval,,,. Son rez-de-chaussée abrite le tiers-lieu entrepreneurial Au Beau MilLieu.
- Nombreuses maisons bourgeoises de marchands de vin corréziens construites fin XIXe -début XXe siècle, dans le bourg, sur la commune ou dans le canton[12],[8],[9]. Lorsqu'elles sont agrémentées de tours ou de tourelles, elles sont localement dénommées « château ».

Ces maisons de marchands de vin sont, pour un certain nombre, reconnaissables aux plaques qui identifient, sur le portail d'entrée, le premier propriétaire et constructeur de la maison.

### Musée de Meymac-près-Bordeaux
À Meymac, un ensemble muséal et d'expositions réparti sur deux sites retrace l'histoire de Meymac-près-Bordeaux.
- Au deuxième étage du pôle culturel Clau del país, sur la place de l'Église, se trouve l'espace muséal Meymac-près-Bordeaux[8],[9],[17], où est présentée l'histoire des marchands de vins issus de la région[14],[18].
- À proximité du monument aux morts de l'avenue Limousine, un écomusée, le chai des Moines-Larose, propose une reconstitution d'un chai de vignoble et du bureau d'un marchand de vin corrézien, et présente aussi d'anciennes machines viticoles[18].

### Vignoble de Meymac
À l'instigation de la municipalité, l'association des Amis de Meymac-près-Bordeaux a planté sur deux terrains de la ville des vignes qui constituent le Clos du Château des Moines-Larose, du nom de la demeure construite par Jean Gaye-Bordas dans le centre du bourg. Cent-cinquante pieds d’un cépage ancien (Estellat ou Baco 30-12), adapté au terroir corrézien, ont été plantés au lieu-dit Les Buiges. Le vin, produit en toute petite quantité, est issu de vendanges tardives et il est élaboré comme un vin antique.
Même si la présence de vignoble en haute Corrèze n'a jamais été attestée, sauf de rares exceptions locales et très limitées, l'objectif est de créer une activité conviviale dans l'esprit de ce qui existe, par exemple, depuis des décennies, avec le vignoble de Montmartre.

## Postérité
Châteaux du Bordelais appartenant à des familles de Meymac-près-Bordeaux
- Château Bélair-Monange (et l'ancien Château Magdelaine), repris en 2008 par les Établissements Jean-Pierre Moueix (en). En hommage à Madame Jean Moueix (mère de Jean-Pierre Moueix), née Adèle Monange, première femme de la famille arrivée de Corrèze à Saint-Émilion, le cru est renommé Château Bélair-Monange à partir du millésime 2008.
- Château Bonalgue, repris en 1926 par Achille Bourotte[20].
- Château Cantenac, acheté en 1937 par Albert et Emilie Brunot[21]. Albert Brunot suit les traces de son père, Jean-Baptiste Brunot, négociant en vin originaire du hameau de Laval à Davignac[22] et qui achètera, en 1922, le château l’Hermitage de Mazerat à Saint-Émilion.
- Château Climens, dans lequel une famille apparentée à d'anciens négociants meymacois prend, en 2022, une participation majoritaire[23].
- Château Ducru-Beaucaillou, acheté en 1941 par Francis Borie, issu d'une famille de Meymac[24].
- Château Les Hauts-Conseillants dont la famille Figeac-Bourotte est propriétaire depuis 1973.
- Château Saint-Georges (Côte Pavie), appartenant à la famille issue de Jules Charoulet, natif d’Argentat. Négociant en vin depuis 1857, au lendemain de la guerre de 1870, il s’établit à Saint-Émilion où il acquiert différentes propriétés[25].
- Clos du Clocher, appartenant à la famille Bourotte-Audy depuis 1924[26].
- Petrus, domaine de pomerol auquel s'est associé en 1947 Jean-Pierre Moueix.

Quelques familles liées à Meymac-près-Bordeaux
- Famille Moueix de Liginiac, qui exploite notamment Petrus[27].
- Famille Pécresse de Davignac, Combressol et Meymac.

## Communes de la Corrèze rattachées à«Meymac-près-Bordeaux»
Outre Meymac, considéré comme la commune de départ des négociants corréziens des vins de Bordeaux, les communes suivantes sont rattachées à l'appellation.
Autour de Meymac,,,
- Alleyrat
- Ambrugeat
- Bonnefond
- Combressol
- Darnets
- Davignac
- La Vialle
- Maussac
- Péret-Bel-Air
- Saint-Germain-Lavolps
- Saint-Germain-le-Lièvre
- Saint-Sulpice-les-Bois
- Soudeilles

Haute-Corrèze,
- Bellechassagne
- Bonnefond
- Bugeat
- Chaveroche
- Chirac-Bellevue
- Égletons
- Eyburie
- Lamazière-Basse
- Laval-sur-Luzège
- Le Jardin
- Lestards
- Liginiac
- Marcillac-la-Croisille
- Murat
- Palisse
- Pérols
- Peyrelevade
- Pradines
- Saint-Angel
- Saint-Étienne-la-Geneste
- Saint-Exupéry
- Saint-Fréjoux
- Saint-Hilaire-Foissac
- Saint-Merd-les-Oussines
- Sarran
- Sarroux
- Servières-le-Château
- Sornac
- Sirieix
- Soursac
- Treignac
- Ussel
- Viam
- Veix

Basse-Corrèze,
- Argentat
- Aumont
- Bassignac-le-Bas
- Brive-la-Gaillarde
- Darazac
- Monceaux-sur-Dordogne
- Nonards
- Reygade
- Saint-Chamant
- Saint-Martial-Entraygues
- Saint-Martin-la-Méanne